# نملاوية ثنائية الخصر
النملاوية الثنائية الخصر (الاسم العلمي:Myrmicini) هي قبيلة من الحشرات تتبع الفصيلة النمليات من رتبة غشائيات الأجنحة.

## الأجناس
- النملة الشائعة